# スルタン・キョセン
スルタン・キョセン（Sultan Kösen、1982年12月10日 - ）は、2023年3月現在、251cmで世界で最も背の高い人物。トルコ在住。元プロバスケットボール選手、農家。
2014年8月24日に身長257cmだったレオニード・スタドニクが死去したことに伴い、世界で最も背の高い人物となった（スタドニクの記録はギネス世界記録から外されていた）。2010年版ギネス・ワールド・レコーズにおいて、236cmの鮑喜順（中国）と代わって世界一の長身男性に認定された。先端巨大症患者。

## 来歴
1982年、マルディン生まれ。2002年から2003年にかけてターキッシュ・バスケットボール・リーグのガラタサライSK（Galatasaray）と呼ばれるチームに所属した。現役時代、バスケットボール選手の中では世界で最も高い、242cm。体重155kgという記録を持っていた。背中の手術後、非公式で測定された身長は歴代選手最長の247cmだった。
病気のため成人後も身長が伸び続けたが、放射線療法を続けた結果、2012年には成長が251cmで止まったと報じられた。2013年10月に10歳年下で身長175cmの女性と結婚した。